# エル・アモール・ノ・ティエネ・レセタ
『エル・アモール・ノ・ティエネ・レセタ』（スペイン語: El amor no tiene receta）は、メキシコのテレビドラマ。2024年2月19日、 ラス・エストレージャスで初公開された。

## 登場人物
パス・ロブレ・ルイス
演：クラウディア・マルティン
エステバン・ビジャ・デ・コルテス
演：ダニエル・エルビタール
ヒネブラ・ニコリティ
演：アルタイル・ハラボ
エルビラ・モンカダ
演：アゼラ・ロビンソン